# Iglesia de San Antonio de Padua (Saül)
La Iglesia de San Antonio de Padua (en francés: Église Saint-Antoine-de-Padoue de Saül) es el nombre que recibe iglesia católica ubicada en Saül, en la Guayana Francesa, un territorio dependiente de Francia en el norte de América del Sur. El edificio está catalogado como monumento histórico desde el año 1993.
Su patrón como su nombre lo indica es San Antonio de Padua, también conocido como san Antonio de Lisboa, un sacerdote de la Orden Franciscana, predicador y teólogo portugués.
La construcción de la iglesia se inició en 1952 y se completó en 1962. El pueblo de Saül era entonces el centro de la minería de oro en la Guayana Francesa. El edificio ahora es considerado como el testimonio más importante de esta época. Alrededor de la iglesia se desarrolló el pueblo más tarde elevado a municipio.
La construcción se realizó sobre la base de un diseño simple que es una reminiscencia de la época colonial de América del Norte. Una nave con dos campanarios uniformes se añadieron en la parte delantera.